# Ameselum
Ameselum (en grec antic Ἀμήσελον) era una ciutat de Sicília esmentada només per Diodor de Sicília, situada entre Centuripa i Agurion, en una forta posició defensiva.
L'any 269 aC Hieró de Siracusa la va ocupar i va destruir tant la ciutat com la fortalesa i va dividir el territori entre Centuripa i Agurion. La seva situació exacta no es coneix.